# Viandar de la Vera
Viandar de la Vera es un municipio y localidad española de la provincia de Cáceres, en la comunidad autónoma de Extremadura. El término municipal, ubicado en la comarca de La Vera, tiene una población de 218 habitantes (INE 2024).

## Geografía
El término municipal está enclavado en la zona montañosa de la falda meridional del sistema Central o Carpetovetónico, por lo que la topología es abrupta y de fuertes pendientes. Está comunicado a través de la carretera EX-203.

## Historia
A la caída del Antiguo Régimen la localidad se constituye en municipio constitucional, entonces conocido como Viandar en la región de Extremadura que desde 1834 quedó integrado en partido judicial de Jarandilla que en el censo de 1842 contaba con 100 hogares y 548 vecinos. Hacia mediados del siglo XIX, el lugar tenía contabilizadas unas 100 casas. La localidad aparece descrita en el decimosexto volumen del Diccionario geográfico-estadístico-histórico de España y sus posesiones de Ultramar de Pascual Madoz de la siguiente manera:

VIANDAR: v. con ayunt. en la prov. y aud. terr. de Cáceres (22 leg.), part. jud. de Jararandilla (3) , dióc. de Plasencia (10), c. g. de Estremadura (Badajoz 37): sit. á la falda S. de la sierra de Cuartos y Tormantos, es de clima templado, reinan los vientos E. y O. y se padecen algunas tercianas. Tiene 100 casas en calles irregulares; la de ayunt., cárcel, pósito, escuela dotada con 460 rs. de los fondos públicos, á la que asisten 30 niños de ambos sexos; igl. parr. (San Andrés Apóstol) curato de entrada, y aunque de provision del diocesano, está considerada como teniente del rector de Valverde y sirve tambien al pueblo de Talaveruela; á su inmediacion se halla el cementerio y mas lejos la ermita de los Mártires. Se surte de aguas potables en una fuente con su caño y pilon junto á esta ermita, y otra llamada el Venero, á la parte superior del pueblo, ambas ricas y abundantes. Confina el térm. por N. Barco de Avila y Navalonguilla (Avila); E. Valverde de la Vera; S. y O. el Losar, estendiéndose de 1/4 á 1/2 leg., y comprende 1,000 fan. en la sierra del N., 200 en la deh. boyal, 12 fan. plantadas de olivos, 11 de hortalizas y legumbres, 20 de castaños, higueras, moreras y frutales, y 8 de viña. Le bañan 2 gargantas que nacen en la sierra, corren de N. á S., circundan el pueblo y se unen á la parte inferior bajo el nombre de Rio-moros. El terreno es escabroso en la sierra, lleno de canchales y poblado de roble; el resto arcilloso y arenisco: las laderas cultivadas están sostenidas por paredes para contener la tierra, lo mas de secano por ser escasas las aguas peimanentes en el estio. caminos: el de Plasencia al puerto del Pico, el del pueblo al Campo-Arañuelo y Talavera, y una vereda casi intransitable para Castilla. El correo se recibe en Jarandilla por balijero. prod.: patatas, judias, garbanzos, higos, castañas, aceite, vino, seda, lino, frutas y algun trigo y centeno; se mantiene ganado cabrio y vacuno, y se cria caza de todas clases. ind. y comercio: 3 telares de lienzo, un molino de aceite, 2 harineros; se estraen sus frutos y se importa trigo solamente. pobl.: 100 vec., 547 alm. cap. prod.: 629,600 rs. imp.: 31,480. contr.: 4,326 19. presupuesto municipal: 8,274, del que se pagan 2,000 al secretario y se cubre con el aprovechamiento de pastos de la sierra, producto de la deh. boyal, derecho de pesos y medidas, y repartimiento vecinal.
(Madoz, 1850, p. 12)

## Patrimonio
En la localidad hay una iglesia parroquial católica bajo la advocación de San Andrés Apóstol, correspondiente a la archidiócesis de Mérida-Badajoz, diócesis de Plasencia, arciprestazgo de Jaraíz de la Vera.

## Ayuntamiento
| Partidos políticos en el Ayuntamiento de Viandar de la Vera (2023) |            |
| Partido político                                                   | Concejales |
| Partido Socialista Obrero Español (PSOE)                           | 4          |
| Partido Popular (PP)                                               | 1          |

## Demografía
Viandar de la Vera cuenta con una población de 218 habitantes (INE 2024).
| Gráfica de evolución demográfica de Viandar de la Vera entre 1842 y 2021                                                                                               |
| |
| Población de derecho según los censos de población del INE Población de hecho según los censos de población del INEEn estos censos se denominaba Viandar: 1842 y 1857. |